# Condado de Butler (Missouri)
O Condado de Butler é um dos 114 condados do estado americano de Missouri. A sede do condado é Poplar Bluff, e sua maior cidade é Poplar Bluff. O condado possui uma área de 1 810 km² (dos quais 4 km² estão cobertos por água), uma população de 40 867 habitantes, e uma densidade populacional de 23 hab/km² (segundo o censo nacional de 2000). O condado foi fundado em 1849.